# Hymns / Spheres
Hymns / Spheres från 1976 är ett soloalbum med Keith Jarrett. Albumet återutgavs på cd först år 2013.
Albumet som består av improvisationer på orgel spelades in på  barockorgeln i benediktinerklostret i Ottobeuren, Tyskland. Orgeln byggdes 1757–66 av Karl Joseph Riepp.
Tredje satsen används i William Friedkins film Fruktans lön från 1977.

## Låtlista
All musik är skriven av Keith Jarrett.
1. Hymn of Remembrance – 4:02
2. Spheres (1st Movement) – 7:40
3. Spheres (2nd Movement) – 12:59
4. Spheres (3rd Movement) – 10:13
5. Spheres (4th Movement) – 12:20
6. Spheres (5th Movement) – 4:34
7. Spheres (6th Movement) – 11:25
8. Spheres (7th Movement) – 8:16
9. Spheres (8th Movement) – 5:18
10. Spheres (9th Movement) – 12:06
11. Hymn of Release – 4:05

## Medverkande
- Keith Jarrett – orgel